# Ruth Roland
Ruth Roland (ur. 26 sierpnia 1892 w San Francisco, zm. 22 września 1937 w Hollywood) – amerykańska producentka filmowa i aktorka.

## Filmografia
Producentka
- 1920: Ruth of the Rockies
- 1921: The Avenging Arrow
- 1922: Biały orzeł

Aktorka
- 1908: Szkarłatna litera
- 1912: Accidents Will Happen jako Ruth
- 1917: Skradziona gra jako Virginia Lowndes
- 1925: Dollar Down jako Ruth Craig
- 1935: Od dziewiątej do dziewiątej jako Cornelia Du Play

## Wyróżnienia
Posiada swoją gwiazdę na Hollywoodzkiej Alei Gwiazd.